# 伊澤爾 (肯塔基州)
伊澤爾（英語：Ezel）是位於美國肯塔基州摩根縣的一個人口普查指定地區。

## 人口
根據2020年美國人口普查的數據，伊澤爾的面積為2.30平方千米，當中陸地面積為2.29平方千米，而水域面積為0.01平方千米。當地共有人口209人，而人口密度為每平方千米90.87人。